# 孟加拉黑鮡
孟加拉黑鮡，為輻鰭魚綱鯰形目鮡科的其中一種，為熱帶淡水魚類，分布於亞洲印度及孟加拉淡水流域，體長可達5公分，棲息在底中層水域，生活習性不明。

## 扩展阅读
維基物種上的相關：孟加拉黑鮡